# Bilijun
Bilijun je broj koji znači tisuću milijardā, odnosno milijun milijuna. U decimalnom sustavu zapisuje se kao 1 000 000 000 000 (jedan s dvanaest nula) ili kao dvanaesta potencija broja deset, 1012.
Broj 1012 (u hrvatskom »bilijun«) označava se riječju trillion u Ujedinjenom Kraljevstvu, SAD-u, Kanadi, Australiji, Irskoj i drugim državama engleskog govornog područja koje se služe tzv. kratkom skalom.
Tisuću bilijuna u hrvatskom je jeziku jedna bilijarda.
Ljudsko tijelo sadrži oko 100 bilijuna (1014) stanica.

## Vanjske poveznice
- HAZU  Arhivirana inačica izvorne stranice od 24. listopada 2012. (Wayback Machine)